# NGC 4261

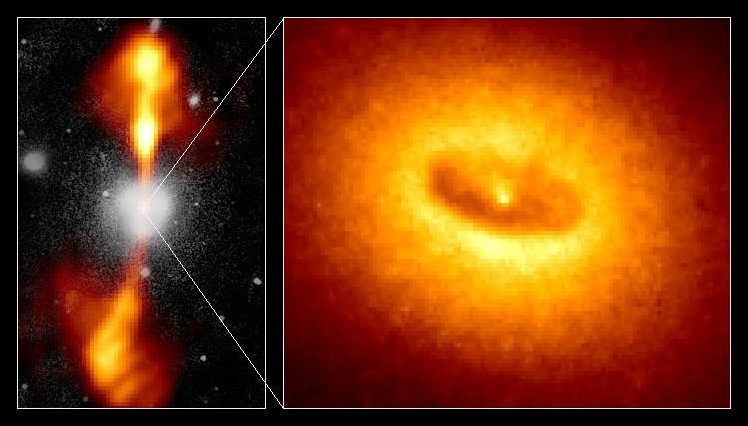
Image du disque de gaz et de poussière dans le noyau actif de NGC 4261 (télescope spatial Hubble).

NGC 4261 est une galaxie elliptique située dans la constellation de la Vierge. NGC 4261 a été découverte par l'astronome germano-britannique William Herschel en 1784.

## Caractéristiques
NGC 4261 est une galaxie LINER h, c'est-à-dire une galaxie dont le noyau présente un spectre d'émission caractérisé par de larges raies d'atomes faiblement ionisés.

### Distance
Sa vitesse par rapport au fond diffus cosmologique est de 2 523 ± 24 km/s, ce qui correspond à une distance de Hubble de 37,2 ± 2,6 Mpc (∼121 millions d'al).
À ce jour, 21 mesures non basées sur le décalage vers le rouge (redshift) donnent une distance de 31,948 ± 7,840 Mpc (∼104 millions d'al), ce qui est à l'intérieur des valeurs de la distance de Hubble. Notons cependant que c'est avec la valeur moyenne des mesures indépendantes, lorsqu'elles existent, que la base de données NASA/IPAC calcule le diamètre d'une galaxie et qu'en conséquence le diamètre de NGC 4261 pourrait être d'environ 44,1 kpc (∼144 000 al) si on utilisait la distance de Hubble pour le calculer.

### Radiogalaxie et galaxie de Seyfert
De plus, elle présente un jet d'ondes radio et c'est une galaxie active de type Seyfert 3.

## Un chapelet de trous noirs et d'étoiles à neutrons

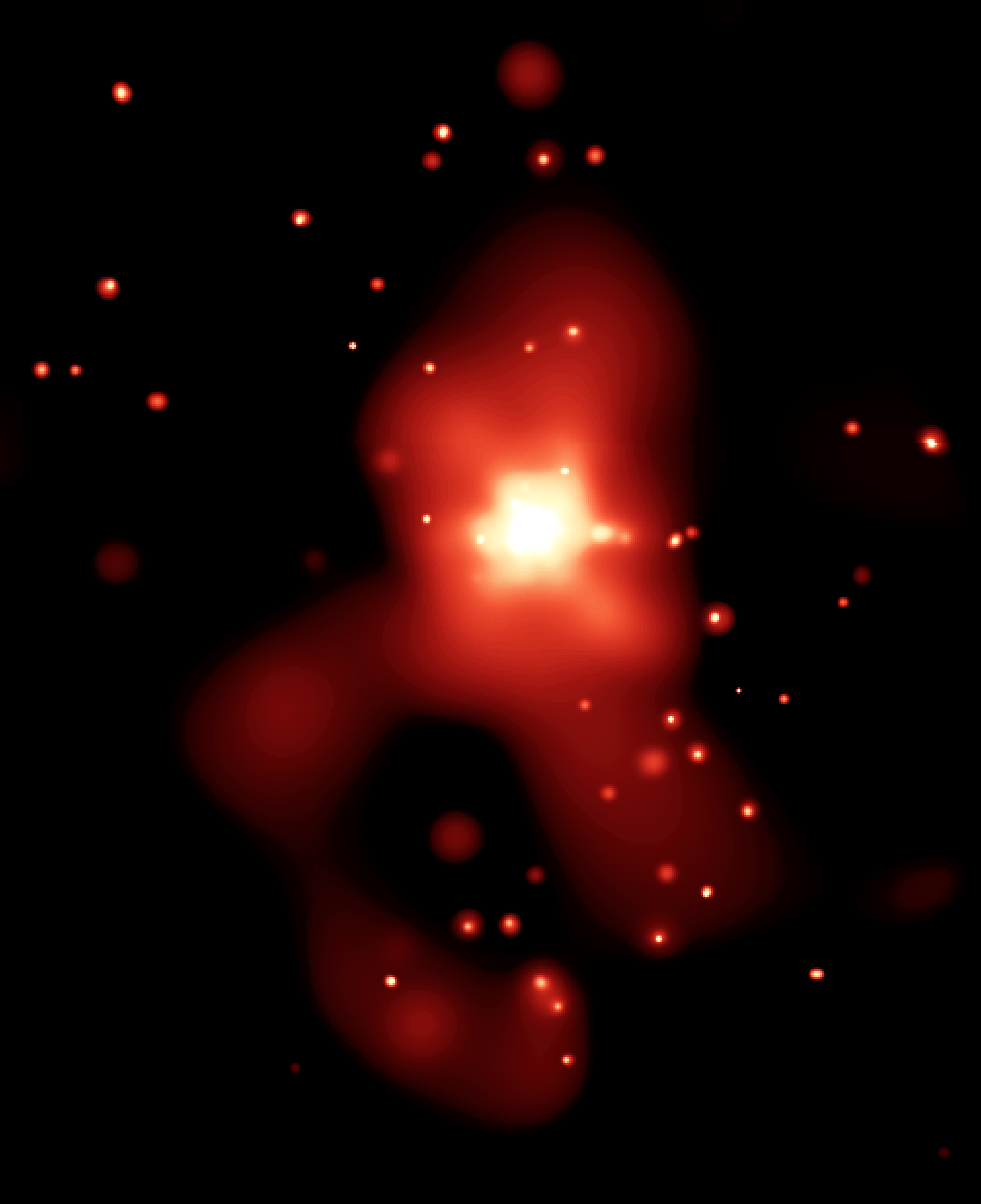
NGC 4261 dans le domaine des rayons X par le télescope spatial Chandra.

L'image de la galaxie elliptique NGC 4261 construite à partir des données captées par le télescope Chandra révèle des dizaines de trous noirs et d'étoiles à neutrons s'étendant sur des dizaines de milliers d'années-lumière comme des perles sur un collier. Cette structure spectaculaire, qui n'est pas apparente à partir de l'image optique de la galaxie, proviendrait des restes d'une collision entre des galaxies il y a quelques milliards d'années.

## Trou noir supermassif
Selon une étude réalisée auprès de 76 galaxies par Alister Graham en 2008, le bulbe central de NGC 4261 renferme un trou noir supermassif dont la masse est estimée à 5,2+1,0
−1,1 x 108 {\displaystyle M_{\odot }}.
Selon une autre étude publiée en 2009 et basée sur la vitesse interne de la galaxie mesurée par le télescope spatial Hubble, la masse du trou noir supermassif au centre de NGC 4261 serait comprise entre 93 et 380 millions de {\displaystyle M_{\odot }}.

## Supernova
La supernova SN 2001A a été découverte dans NGC 4261 le 15 décembre 2001 par M. Modjaz et W. D. Li de l'université de Californie à Berkeley et par M. Schwartz de Cottage Grove (Oregon) dans le cadre du programme LOTOSS de l'observatoire Lick. Cette supernova était de type Ia.

## Groupe de NGC 4261 et de M60
NGC 4261 est une galaxie brillante dans le domaine des rayons X et c'est la galaxie la plus lumineuse d'un groupe de galaxies qui porte son nom.  Selon un article publié en 2006 par Chandreyee Sengupta et Ramesh Balasubramanyam, le groupe de NGC 4261 comprend au moins 27 autres galaxies brillantes également dans le domaine des rayons X. On trouve parmi ses membres les galaxies NGC 4180, NGC 4197, NGC 4215, NGC 4223, NGC 4233, NGC 4255, NGC 4260, NGC 4269, NGC 4277, NGC 4287, NGC 4292, IC 3155 et UGC 7411.
Ce même groupe est aussi mentionné dans un article publié par A.M. Garcia en 1993, mais il ne comprend que 13 galaxies dont trois ne brillent pas dans le domaine des rayons X : NGC 4241, NGC 4234 et MCG 1-31-30. Trois des galaxies du groupe de Sengupta (NGC 4269, NGC 4292 et IC 3155) font partie d'un autre groupe mentionné par Garcia dans son article, le groupe de NGC 4235. La galaxie NGC 4223 ne figure pas dans les groupes de Garcia ni dans le groupe de M60, un vaste de groupe de 227 galaxies décrit par Abraham Mahtessian dans un article publié en 1998 dans lequel se retrouve de nombreuses galaxies du groupe de NGC 4261 et des deux groupes de Garcia.
D'autre part, NGC 4261 apparait aussi dans le groupe de M60. Ce groupe comprend plus de 200 galaxies du New General Catalogue et une quinzaine de galaxies de l'Index Catalogue. On retrouve dans ce groupe 11 galaxies du Catalogue de Messier, soit M49, M58, M60, M61, M84, M85, M87, M88, M91, M99 et M100.
Toutes les galaxies de la liste de Mahtessian ne constituent pas réellement un groupe de galaxies. Ce sont plutôt plusieurs groupes de galaxies qui font tous partie d'un amas galactique, l'amas de la Vierge. Pour éviter la confusion avec l'amas de la Vierge, on peut donner le nom de groupe de M60 à cet ensemble de galaxies, car c'est l'une des plus brillantes de la liste. L'amas de la Vierge est en effet beaucoup plus vaste et compterait environ 1300 galaxies, et possiblement plus de 2000, situées au cœur du superamas de la Vierge, dont fait partie le Groupe local,.
De nombreuses galaxies de la liste de Mahtessian se retrouvent dans onze groupes décrits dans l'article d'A.M. Garcia, soit le groupe de NGC 4123 (7 galaxies), le groupe de NGC 4261 (13 galaxies), le groupe de NGC 4235 (29 galaxies), le groupe de M88 (13 galaxies, M88 = NGC 4501), le groupe de NGC 4461 (9 galaxies), le groupe de M61 (32 galaxies, M61 = NGC 4303), le groupe de NGC 4442 (13 galaxies), le groupe de M87 (96 galaxies, M87 = NGC 4486), le groupe de M49 (127 galaxies, M49 = NGC 4472), le groupe de NGC 4535 (14 galaxies) et le groupe de NGC 4753 (15 galaxies). Ces onze groupes font partie de l'amas de la Vierge et ils renferment 396 galaxies. Certaines galaxies de la liste de Mahtessian ne figurent cependant dans aucun des groupes de Garcia et vice versa.